# Patrick D'Rozario
Patrick D’Rozario, né le 1er octobre 1943 à Padrishibpur dans le district de Barisal au Bangladesh, est un prélat catholique, archevêque de Dhaka de 2011 à 2020. Il est créé cardinal par le pape François le 19 novembre 2016.

## Biographie

### Prêtre
Il entre au sein de la congrégation de la Sainte-Croix, où il prononce sa profession perpétuelle le 14 juin 1962 avant d’être ordonné prêtre le 5 juillet 1970.

### Évêque puis archevêque
Le 12 juillet 1990, il est choisi pour être le premier évêque du nouveau diocèse de Rajshahi par Jean-Paul II. Il est consacré le 12 septembre par Theotonius Gomes (de), évêque de Dinajpur (membre de la même congrégation que lui) avec Michael Rozario (de), archevêque de Dacca et Piero Biggio, pro-nonce au Bangladesh, comme évêques co-consécrateurs. Le 3 février 1995, il est transféré à la tête du diocèse de Chittagong (le deuxième du pays).
Le 25 novembre 2010, Benoît XVI le nomme archevêque coadjuteur à Dacca. Il succède à Paulinus Costa le 22 octobre 2011. Président de la conférence des évêques catholiques du Bangladesh (en), il participe à ce titre au synode des évêques sur les défis pastoraux de la famille dans le contexte de l'évangélisation en octobre 2014.
Il se retire de sa charge épiscopale le 29 septembre 2020.

### Cardinal
Il est créé cardinal comme seize autres prélats lors du consistoire du 19 novembre 2016 par François qui lui attribue le titre de Nostra Signora del Santissimo Sacramento e Santi Martiri Canadesi. Il devient alors le premier cardinal bangladais de l'histoire.
Il est installé dans sa paroisse cardinalice le samedi 13 mai 2017.
Il atteint la limite d'âge le 1er octobre 2023, ce qui l'empêche de participer aux votes du prochain conclave.